# Georg Untergaßmair
Georg Untergaßmair (* 11. August 1941 in Olang als Franz Untergaßmair) ist ein Südtiroler Augustiner-Chorherr, ehemaliger Stiftspropst und Universitätsprofessor.

## Leben
Franz Untergaßmair trat 1959 in das Augustiner-Chorherren-Stift Neustift ein, nahm den Ordensnamen Georg an und wurde 1966 im Brixner Dom zum Priester geweiht.
1972 promovierte Untergaßmair an der Julius-Maximilians-Universität Würzburg zum Doktor der Bibelwissenschaft. Bis zur Habilitation 1978 war er Assistent an der Theologischen Fakultät Paderborn. Daraufhin nahm Untergaßmair verschiedene Lehraufträge wahr, bis er 1983 als ordentlicher Professor (C 4) für den Fachbereich Katholische Theologie an die Universität Osnabrück berufen wurde. Dort übernahm er öfters das Amt des Dekans seines Fachbereichs. Zudem lehrte er an der Universität Vechta.
Am 19. Mai 2005 wurde Untergaßmair zum 57. Propst des Stiftes Neustift gewählt. Bischof Wilhelm Egger weihte seinen Fachkollegen am 18. Juni zum 16. lateranenischen Abt des Klosters. 2015 gab er die Leitung des Klosters ab, zu seinem Nachfolger wurde Eduard Fischnaller gewählt.

## Ehrungen
Im Jahr 2011 erhielt Untergaßmair das Ehrenzeichen des Landes Tirol.

## Publikationen
- Leiden, Tod und Auferstehung. Eine exegetisch-homiletische Handreichung. Münster 2005, ISBN 3-8258-8014-1
- Weihnachten – Wiege des Christentums. Eine exegetisch-homiletische Handreichung (= Vechtaer Beiträge zur Theologie. 6). Kevelaer 2001, ISBN 3-7666-0391-4